# ヴァルカン高原
ヴァルカン高原（ヴァルカンこうげん、英語: Vulcan Planum、[ˈvʌlkən]）は、冥王星の衛星カロンにある大規模な高原地形。2015年7月に無人探査機ニュー・ホライズンズが冥王星をフライバイする際に発見した。『スタートレック』シリーズに登場する惑星ヴァルカンにちなんで名付けられた。

## 地形
ヴァルカン高原は大部分が滑らかな表面となっており、大型のクレーターはほとんどない。クレーターの数が少ないことが特徴で、比較的若い年代の地形であると推測されている。この高原は低温岩の溶岩で形成されていると考えられている。
高原地域に存在する特徴的なクレーターには、『スタートレック』シリーズの登場人物にちなんだ名称が付与されており、また2つの山にはサイエンス・フィクションの小説家と映画監督の名前が付けられた。

### ヴァルカンにある地形の一覧[3]
| 名称             | 種類       | 名の由来                   | 由来の備考                           |
| ---------------- | ---------- | -------------------------- | ------------------------------------ |
| クラーク山       | 山         | アーサー・C・クラーク      | SF作家                               |
| キューブリック山 | 山         | スタンリー・キューブリック | SF作家                               |
| カーク           | クレーター | ジェームズ・T・カーク      | 『スタートレック』シリーズの登場人物 |
| スポック         | クレーター | スポック                   | 『スタートレック』シリーズの登場人物 |
| スールー         | クレーター | ヒカル・スールー           | 『スタートレック』シリーズの登場人物 |
| ウフーラ         | クレーター | ウフーラ                   | 『スタートレック』シリーズの登場人物 |